# Hakea eriantha
Hakea eriantha (лат.) — кустарник или небольшое дерево, вид рода Хакея (Hakea) семейства Протейные (Proteaceae), эндемик восточного побережья Австралии. Растение с белыми цветками на шерстистом стебле в пазухах листьев. Растёт на больших высотах во влажных или склерофитовых эвкалиптовых лесах.

## Ботаническое описание
Hakea eriantha — густой кустарник или небольшое дерево высотой 1—5 м. Листья линейные или яйцевидные, длиной от 8 до 18,5 см и шириной от 1 до 30 мм. Молодые листья либо гладкие, либо со сплюснутыми тонкими волосками, оканчиваются острой короткой вершиной длиной 0,5–1,5 мм. Соцветие состоит из 6—10 кремовых цветков на стебле длиной около 2,5–3,5 мм, они появляются в пазухах листьев. Цветоножка имеет длину 2,5—6 мм и густо покрыта белыми мягкими волосками, простирающимися на нижнюю часть цветка. Околоцветник белого цвета имеет длину 3,5—6,5 мм, а столбик 7—8,5 мм. Цветёт с августа по ноябрь. Древесный фрукт гладкий длиной 1,9—3,2 мм и ширину около 1,2—1,6 мм с коричневыми волнообразными выпуклостями, заканчивающимися короткой острой вершиной 3,5—4,5 мм. Плод сморщенный, имеет клюв длиной около 3 мм.

## Таксономия
Вид Hakea eriantha был впервые официально описан шотландским ботаником Робертом Броуном в 1830 году на основе образца, собранного у реки Гастингс Чарльзом Фрейзером. Описание было опубликовано в добавлении к Supplementum primum Prodromi florae Novae Hollandiae. Видовой эпитет — от древнегреческих слов erion, означающих «шерсть» и anthos, означающих «цветок», относящихся к волосатым цветкам этой хаки.

## Распространение и местообитание
H. eriantha произрастает в эвкалиптовых лесах и на окраине тропического леса. Встречается от Гладстон (Квинсленд), на юг до Гиппсленда (Виктория).

## Культивирование
Быстрорастущий вид, подходящий для влажного холодного климата в качестве растения для зелёной изгороди. Является источником пищи для траурного какаду.